# Ulster
Bài này giải thích về tỉnh Ulster của Bắc Ireland
Ulster (tiếng Ireland: Cúige Uladh) là tên gọi truyền thống của một trong bốn tỉnh trên đảo Ireland. Biểu tượng của tỉnh này là "Red Hand" (bàn tay đỏ)

## Vị trí địa lý và dân số
Ulster có diện tích 24.481 km² (tức 8.952 dặm vuông) với dân số chừng hai triệu người. Thành phố lớn nhất trong tỉnh là Belfast với khoảng 1/2 triệu cư dân sinh sống. Thành phố lớn thứ hai trong tỉnh là Derry với dân số khoảng 100.000 người.
Sáu trong chín hạt của Ulster gồm Antrim, Armagh, Down, Fermanagh, Londonderry (trước đây có tên gọi là Coleraine) và Tyrone hình thành nên Bắc Ireland và trở thành một phần của Anh sau khi đảo Ireland bị chia cắt năm 1921. Ba hạt còn lại trong tỉnh gồm Cavan, Donegal và Monaghan thuộc về Cộng hòa Ireland. Khoảng chừng một nửa dân số của tỉnh Ulster sinh sống tại hai hạt Antrim và Down. Đa số cư dân sinh sống tại Ulster (đặc biệt là những người theo đường lối liên hiệp "Unionist") thường gọi chỉ sáu hạt hình thành nên Bắc Ireland là Ulster.
Hầu hết cư dân ở Ulster đều nói tiếng Anh giọng Ulster miền trung và tiếng Anh giọng Ireland cũng như nói tiếng Ireland truyền thống của họ. Tiếng Ireland có thể trở thành ngôn ngữ được nói phổ biến thứ hai ở Ulster, trong khi tiếng phổ thông Trung Quốc là thứ ngôn ngữ được nói phổ biến thứ ba do cộng đồng người Hoa tương đối lớn ở Belfast, một thành phố lớn nhất trong tỉnh. Belfast có số nhà hàng Trung Hoa trên một cư dân cao hơn ở các thành phố khác của Châu Âu. Một số nguồn tư liệu gọi các cư dân Ulster là Ultonians, điều này là do bắt nguồn từ tiếng Latin gọi tỉnh Ulster là Ultonia.
Hồ lớn nhất trên đảo Ireland, Lough Neagh, nằm ở phía đông của Ulster. Điểm cao nhất của tỉnh là đỉnh Slieve Donard (cao 848 mét), nằm ở hạt Down. Điểm cực bắc của đảo Ireland, Malin Head, và các vách đá cao nhất ở châu Âu nhô ra biển, cả hai hình thành nên hạt Donegal. Con sông dài nhất trên đảo Ireland, sông Shannon, bắt nguồn từ hạt Cavan. Các hoạt động núi lửa trước đây ở phía đông Ulster đã hình thành nên cao nguyên Antrim và Giant's Causeway, một trong ba di sản thế giới trên đảo Ireland được UNESCO công nhận. Vùng trung tâm về mặt địa lý của Ulster nằm gần làng Pomeroy ở hạt Tyrone.